# 154 (число)
154 (Сто п'ятдеся́т чоти́ри) — натуральне число між  153 та  155.
- 154 день в році — 3 червня (у високосний рік — 2 червня)

## У математиці
- 154 — парне складене тризначне число.
- Сума цифр числа 154 — 10
- Добуток цифр цього числа — 20
- Квадрат числа 154 — 23 716

## У літературі
- Кількість сонетів англійського драматурга і поета Вільяма Шекспіра.

## В інших галузях
- 154 рік.
- 154 до н. е.
- NGC 154 — галактика в сузір'ї  Кит.
- (154) Берта — астероїд.
- 154 місце у світі за густотою населення займають  Багами.
- 154-а окрема бригада підводних човнів.
- 154-я морська стрілецька бригада — військове з'єднання СРСР у  Другу Світову Війну.
- 154-й Дербентський революційний полк.
- 154-й винищувальний авіаційний полк — військовий підрозділ збройних сил СРСР у Другу світову війну.
- 154-й меридіан східної довготи.